# تئودور آندرئا کوک
تئودور آندرئا کوک (انگلیسی: Theodore Andrea Cook; ۲۸ مارس ۱۸۶۷ – ۱۶ سپتامبر ۱۹۲۸) نویسنده اهل بریتانیا بود.
از افتخارات وی میتوان به کسب مدال نقره ادبیات در بخش مسابقات هنری بازی‌های المپیک تابستانی ۱۹۲۰ اشاره کرد.